# Вольная борьба на летних Олимпийских играх 1960 — до 52 кг
Соревнования по вольной борьбе в рамках Олимпийских игр 1960 года в наилегчайшем весе (до 52 килограммов) прошли в Риме с 1 по 6 сентября 1960 года в «Базилике Максенция».
Турнир проводился по системе с начислением штрафных баллов, но в сравнении с прошлыми играми, сменилась система их начисления и был введён такой результат, как ничья. За чистую победу штрафные баллы не начислялись, за победу по очкам борец получал один штрафной балл, за ничью два штрафных балла, за поражение по очкам три штрафных балла, за чистое поражение — четыре штрафных балла. Борец, набравший шесть штрафных баллов, из турнира выбывал. Трое оставшихся борцов выходили в финал, где проводили встречи между собой. Встречи между финалистами, состоявшиеся в предварительных схватках, шли в зачёт. Схватка по регламенту турнира продолжалась 12 минут. Если в течение первых шести минут не было зафиксировано туше, то судьи могли определить борца, имеющего преимущество. Если преимущество никому не отдавалось, то назначалось четыре минуты борьбы в партере, при этом каждый из борцов находился внизу по две минуты (очередность определялась жребием). Если кому-то из борцов было отдано преимущество, то он имел право выбора следующих шести минут борьбы: либо в партере сверху, либо в стойке. Если по истечении четырёх минут не фиксировалась чистая победа, то оставшиеся две минуты борцы боролись в стойке.
В наилегчайшем весе боролись 17 участников. Самым молодым участником был 18-летний финн Вяйнё Рантала, самым возрастным 28-летний Дитер Грёнинг. Фаворитами соревнований были Али Алиев и Ахмет Билек, чемпион и вице-чемпион мира 1959 года. Алиев в третьем круге сумел победить Билека, но неожиданно в следующем круге проиграл американскому борцу Грэю Саймонсу. Тем не менее Алиев продолжал бороться за золотую медаль, но в пятом круге чисто проиграл очень удачно выступавшему иранскому борцу Мохаммаду Сейфпуру и выбыл из соревнований, положив начало своим неудачам на олимпийских играх (Алиев закончил карьеру будучи пятикратным чемпионом мира, но ни разу на трёх олимпиадах не попал в число призёров). В шестом круге Билек сумел одолеть Сейпфура, и поскольку в первом круге уже победил третьего финалиста Масаюки Мацубару, досрочно завоевал золотую медаль. Финальная встреча была лишь за «серебро», где японский борец победил иранского.    

## Призовые места
- Ахмет Билек (TUR)
- Масаюки Мацубара (JPN)
- Мохаммад Сейфпур (IRI)

## Первый круг
| Штрафных баллов | Участник 1             | Результат   | Участник 2                 | Штрафных баллов |
| --------------- | ---------------------- | ----------- | -------------------------- | --------------- |
| 0               | Дин Наваб (PAK)        | Туше (7:04) | Шин О'Коннор (IRL)         | 4               |
| 1               | Ахмет Билек (TUR)      | По очкам    | Масаюки Мацубара (JPN)     | 3               |
| 0               | Грэй Саймонс (USA)     | Туше (2:08) | Бенгт Фрённфорс (SWE)      | 4               |
| 0               | Али Алиев (URS)        | Туше (3:03) | Фаиз Мохаммад Хакшар (AFG) | 4               |
| 0               | Леслав Кропп (POL)     | Туше (5:46) | Хорхе Росадо (MEX)         | 4               |
| 0               | Андре Жюте (FRA)       | Туше (5:48) | Вяйнё Рантала (FIN)        | 4               |
| 0               | Мохаммад Сейфпур (IRI) | Туше (5:22) | Дитер Грёнинг (AUS)        | 4               |
| 1               | Пауль Нефф (EUA)       | По очкам    | Карло Витрано (ITA)        | 3               |
| 0               | Никола Димитров (BUL)  | Пропускал   |                            |                 |

## Второй круг
| Штрафных баллов | Участник 1             | Результат   | Участник 2                 | Штрафных баллов |
| --------------- | ---------------------- | ----------- | -------------------------- | --------------- |
| 1               | Дин Наваб (PAK)        | По очкам    | Никола Димитров (BUL)      | 3               |
| 3               | Масаюки Мацубара (JPN) | Туше (1:32) | Шин О'Коннор (IRL)         | 8               |
| 1               | Ахмет Билек (TUR)      | Туше (2:18) | Грэй Саймонс (USA)         | 3               |
| 0               | Али Алиев (URS)        | Туше (5:34) | Бенгт Фрённфорс (SWE)      | 8               |
| 4               | Хорхе Росадо (MEX)     | Туше (2:45) | Фаиз Мохаммад Хакшар (AFG) | 8               |
| 0               | Андре Жюте (FRA)       | Туше (3:57) | Леслав Кропп (POL)         | 3               |
| 0               | Мохаммад Сейфпур (IRI) | Туше (5:12) | Вяйнё Рантала (FIN)        | 8               |
| 1               | Пауль Нефф (EUA)       | Туше (4:07) | Дитер Грёнинг (AUS)        | 8               |
| 3               | Карло Витрано (ITA)    | Пропускал   |                            |                 |

## Третий круг
| Штрафных баллов | Участник 1             | Результат    | Участник 2          | Штрафных баллов |
| --------------- | ---------------------- | ------------ | ------------------- | --------------- |
| 3               | Никола Димитров (BUL)  | Туше (11:10) | Карло Витрано (ITA) | 7               |
| 3               | Масаюки Мацубара (JPN) | Туше (4:43)  | Дин Наваб (PAK)     | 5               |
| 1               | Али Алиев (URS)        | По очкам     | Ахмет Билек (TUR)   | 4               |
| 3               | Грэй Саймонс (USA)     | Туше (4:02)  | Хорхе Росадо (MEX)  | 8               |
| 0               | Мохаммад Сейфпур (IRI) | Туше (6:02)  | Леслав Кропп (POL)  | 7               |
| 1               | Пауль Нефф (EUA)       | Туше (11:28) | Андре Жюте (FRA)    | 3               |

## Четвёртый круг
| Штрафных баллов | Участник 1             | Результат   | Участник 2            | Штрафных баллов |
| --------------- | ---------------------- | ----------- | --------------------- | --------------- |
| 3               | Масаюки Мацубара (JPN) | Туше (1:38) | Никола Димитров (BUL) | 7               |
| 4               | Ахмет Билек (TUR)      | Туше (4:00) | Дин Наваб (PAK)       | 9               |
| 4               | Грэй Саймонс (USA)     | По очкам    | Али Алиев (URS)       | 4               |
| 0               | Мохаммад Сейфпур (IRI) | Туше (4:31) | Андре Жюте (FRA)      | 7               |
| 1               | Пауль Нефф (EUA)       | Пропускал   |                       |                 |

## Пятый круг
| Штрафных баллов | Участник 1             | Результат    | Участник 2         | Штрафных баллов |
| --------------- | ---------------------- | ------------ | ------------------ | --------------- |
| 4               | Ахмет Билек (TUR)      | Туше (3:20)  | Пауль Нефф (EUA)   | 5               |
| 4               | Масаюки Мацубара (JPN) | По очкам     | Грэй Саймонс (USA) | 7               |
| 0               | Мохаммад Сейфпур (IRI) | Туше (10:40) | Али Алиев (URS)    | 8               |

## Шестой круг
| Штрафных баллов | Участник 1             | Результат   | Участник 2             | Штрафных баллов |
| --------------- | ---------------------- | ----------- | ---------------------- | --------------- |
| 4               | Масаюки Мацубара (JPN) | Туше (3:30) | Пауль Нефф (EUA)       | 9               |
| 5               | Ахмет Билек (TUR)      | По очкам    | Мохаммад Сейфпур (IRI) | 3               |

## Финал
| Штрафных баллов | Участник 1             | Результат | Участник 2             | Штрафных баллов |
| --------------- | ---------------------- | --------- | ---------------------- | --------------- |
| 5               | Масаюки Мацубара (JPN) | По очкам  | Мохаммад Сейфпур (IRI) | 6               |